# لورا وینرویتر
لورا وینرویتر (انگلیسی: Laura Wienroither؛ زادهٔ ۱۳ ژانویهٔ ۱۹۹۹) بازیکن فوتبال اهل اتریش است.
از باشگاه‌هایی که در آن بازی کرده‌است می‌توان به باشگاه فوتبال هوفنهایم اشاره کرد.
وی همچنین در تیم‌های ملی فوتبال Austria women's national under-17 football team, Austria women's national under-19 football team، و زنان اتریش بازی کرده‌است.